# Great Ocean Road Open 2021
Great Ocean Road Open 2021 là một giải quần vợt trong ATP Tour 2021 thi đấu trên mặt sân cứng ngoài trời. Giải đấu diễn ra tại Melbourne Park ở Melbourne, Úc từ ngày 1 đến ngày 7 tháng 2 năm 2021.

## Điểm và tiền thưởng

### Phân phối điểm
| Sự kiện | VĐ  | CK  | BK | TK | Vòng 1/16 | Vòng 1/32 | Vòng 1/64 |
| Đơn     | 250 | 150 | 90 | 45 | 20        | 10        | 0         |
| Đôi     | 250 | 150 | 90 | 45 | 20        | 0         | —         |

### Tiền thưởng
| Sự kiện | VĐ      | CK      | BK      | TK     | Vòng 1/16 | Vòng 1/32 | Vòng 1/64 |
| Đơn     | $19,500 | $13,255 | $10,000 | $7,400 | $5,500    | $4,000    | $2,500    |
| Đôi*    | $7,200  | $5,760  | $4,560  | $3,360 | $2,160    | $1,200    | —         |

*mỗi đội

## Nội dung đơn

### Hạt giống
| Quốc gia | Tay vợt              | Xếp hạng1 | Tay vợt |
| -------- | -------------------- | --------- | ------- |
| BEL      | David Goffin         | 14        | 1       |
| RUS      | Karen Khachanov      | 20        | 2       |
| POL      | Hubert Hurkacz       | 29        | 3       |
| ITA      | Jannik Sinner        | 36        | 4       |
| GEO      | Nikoloz Basilashvili | 39        | 5       |
| USA      | Reilly Opelka        | 40        | 6       |
| SRB      | Miomir Kecmanović    | 42        | 7       |
| KAZ      | Alexander Bublik     | 45        | 8       |
| USA      | Tennys Sandgren      | 50        | 9       |
| USA      | Sam Querrey          | 51        | 10      |
| AUS      | Jordan Thompson      | 52        | 11      |
| SRB      | Laslo Đere           | 56        | 12      |
| SLO      | Aljaž Bedene         | 58        | 13      |
| ESP      | Pablo Andújar        | 59        | 14      |
| CAN      | Vasek Pospisil       | 61        | 15      |
| ESP      | Feliciano López      | 63        | 16      |

- 1 Bảng xếp hạng vào ngày 25 tháng 1 năm 2021

### Vận động viên khác
Đặc cách:
- Max Purcell
- Tristan Schoolkate
- John-Patrick Smith
- Dane Sweeny

Bảo toàn thứ hạng:
- Lu Yen-hsun
- Kamil Majchrzak

Thay thế:
- Matthew Ebden
- Thomas Fancutt
- Nam Ji-sung

### Rút lui
Trước giải đấu
- Damir Džumhur → thay thế bởi  Matthew Ebden
- Kyle Edmund → thay thế bởi  Gianluca Mager
- Cristian Garín → thay thế bởi  Yasutaka Uchiyama
- John Isner → thay thế bởi  Andreas Seppi
- Ilya Ivashka → thay thế bởi  Nam Ji-sung
- Steve Johnson → thay thế bởi  Kamil Majchrzak
- Vasek Pospisil → thay thế bởi  Thomas Fancutt

### Bỏ cuộc
- Attila Balázs

## Nội dung đôi

### Hạt giống
| Quốc gia | Tay vợt               | Quốc gia | Tay vợt          | Xếp hạng1 | Hạt giống |
| -------- | --------------------- | -------- | ---------------- | --------- | --------- |
| COL      | Juan Sebastián Cabal  | COL      | Robert Farah     | 3         | 1         |
| GBR      | Jamie Murray          | BRA      | Bruno Soares     | 30        | 2         |
| CRO      | Ivan Dodig            | SVK      | Filip Polášek    | 33        | 3         |
| FRA      | Pierre-Hugues Herbert | FIN      | Henri Kontinen   | 56        | 4         |
| NZL      | Marcus Daniell        | NZL      | Michael Venus    | 58        | 5         |
| ESA      | Marcelo Arévalo       | NED      | Matwé Middelkoop | 97        | 6         |
| GBR      | Luke Bambridge        | GBR      | Dominic Inglot   | 122       | 7         |
| KAZ      | Alexander Bublik      | KAZ      | Andrey Golubev   | 178       | 8         |

- Bảng xếp hạng vào ngày 25 tháng 1 năm 2021.

### Vận động viên khác
Đặc cách:
- Robin Haase /  Sam Querrey
- Christopher O'Connell /  Aleksandar Vukic

Thay thế:
- Roberto Carballés Baena /  Pablo Cuevas
- Tristan Schoolkate /  Dane Sweeny

### Rút lui
Trước giải đấu
- Robin Haase /  Oliver Marach → thay thế bởi  Scott Puodziunas /  Calum Puttergill
- Steve Johnson /  Sam Querrey → thay thế bởi  Roberto Carballés Baena /  Pablo Cuevas
- Reilly Opelka /  Vasek Pospisil → thay thế bởi  Tristan Schoolkate /  Dane Sweeny

Trong giải đấu
- Hubert Hurkacz /  Jannik Sinner
- Miomir Kecmanović /  Karen Khachanov
- Max Purcell /  Jordan Thompson

### Bỏ cuộc
- Nikoloz Basilashvili /  Andre Begemann
- Tristan Schoolkate /  Dane Sweeny

## Nhà vô địch

### Đơn
- Jannik Sinner đánh bại  Stefano Travaglia, 7–6(7–4), 6–4

### Đôi
- Jamie Murray /  Bruno Soares đánh bại  Juan Sebastián Cabal /  Robert Farah, 6–3, 7–6(9–7)